# Mamakan (commune urbaine)
Pour l’article homonyme, voir Mamakan.
Mamakan (en russe : Мамака́н) est une commune urbaine de l'oblast d'Irkoutsk en Russie. Se situant dans le raïon de Bodaïbo, il se trouve dans l'extrême nord-est de l'oblast. Il constitue entièrement la municipalité de la commune urbaine de Mamakan. Sa population s'élevait à 1 726 habitants au 1er janvier 2023. Les habitants sont appelés en russe Mamakantsy (en russe : мамаканцы).

## Géographie

### Situation

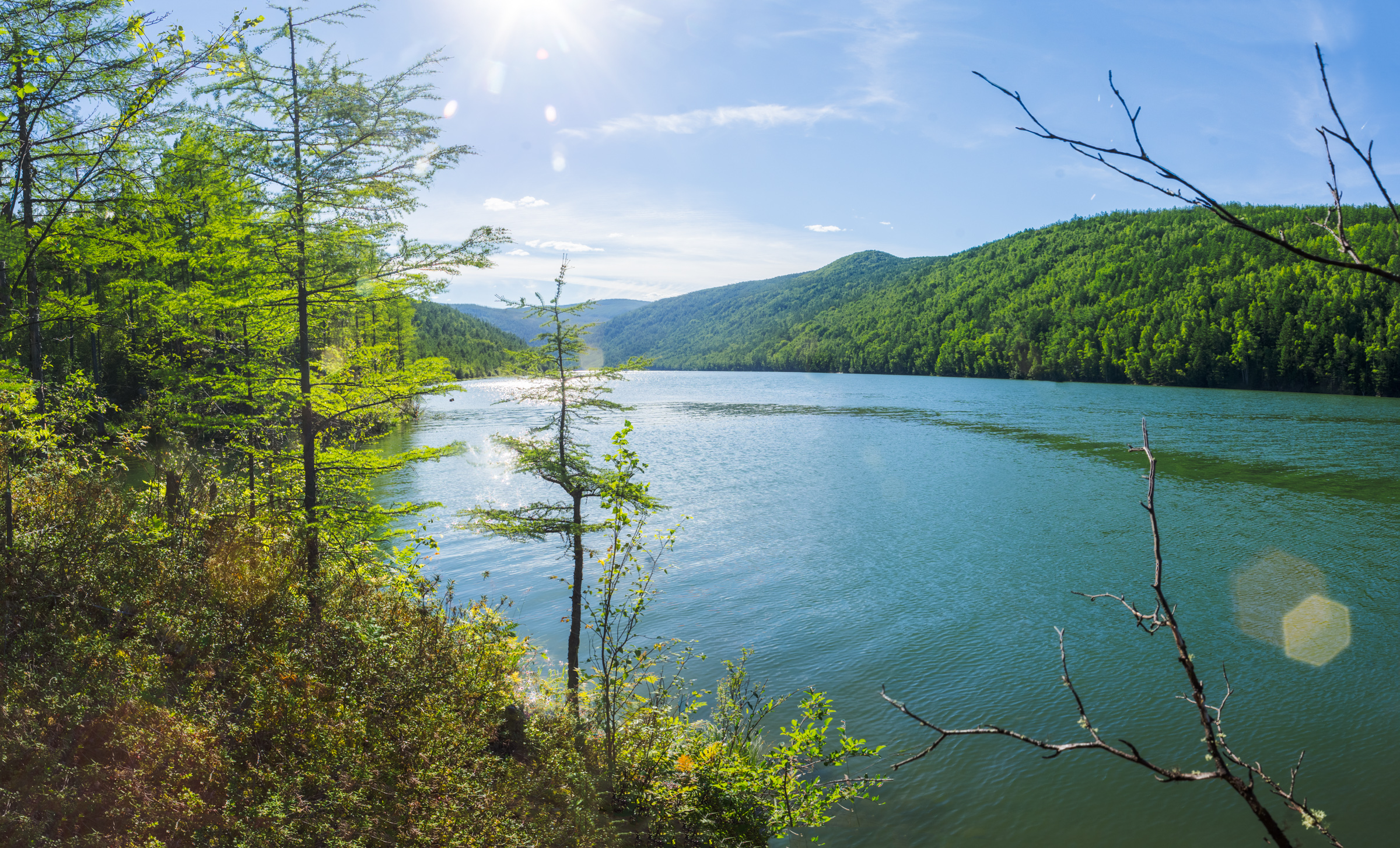
Réservoir de Mamakan.

La commune urbaine de Mamakan est située dans l'oblast d'Irkoutsk, un sujet de la Sibérie orientale en Russie. Mamakan se trouve ainsi dans le district fédéral sibérien, se trouvant à 1 922 km au nord-est de Novossibirsk, la capitale du district. Mamakan se situe aussi à 4 407 km à l'est de Moscou, ainsi qu'à 870 kilomètres au nord-est d'Irkoutsk, la capitale de son sujet. 
Mamakan est l'une des treize localités du raïon de Bodaïbo, raïon le plus à l'est de tout l'oblast, avec Bodaïbo comme centre administratif. Mamakan constitue à elle seule une municipalité, la commune urbaine de Mamakan. 
La commune urbaine de Mamakan se trouve dans le plateau de Patom, extension du plateau de Sibérie centrale, dans l'extrême nord-est de l'oblast. Le relief est escarpé dans les alentours, tandis que Mamakan se trouve vers le centre de la Sibérie orientale, à mi-chemin entre l'Arctique et la Mongolie.
La commune se situe à la confluence de la rivière Mamakan dans la rivière Vitim, cette dernière étant un affluent de rive droite du fleuve Léna. Juste au sud de village se trouve le barrage de Mamakan, avec le réservoir de Mamakan (ru), petit réservoir d'une superficie de 10,82 km2.

### Climat
Le village, possède un fort climat continental, soumis aux conditions extrêmes de sa position en Sibérie.
| Mois                                                | jan.       | fév.       | mars      | avril      | mai        | juin      | jui.      | août      | sep.      | oct.      | nov.     | déc.       | année      |
| --------------------------------------------------- | ---------- | ---------- | --------- | ---------- | ---------- | --------- | --------- | --------- | --------- | --------- | -------- | ---------- | ---------- |
| Température minimale moyenne (°C)                   | −32,5      | −28        | −18,8     | −6,4       | 1          | 8,5       | 12,3      | 10,1      | 2,9       | −6,1      | −21,3    | −31,6      | −11,075    |
| Température moyenne (°C)                            | −28,8      | −22,8      | −12,2     | −0,6       | 7,6        | 15,6      | 18,7      | 15,4      | 6,9       | −2,7      | −17,5    | −28,1      | −3,95      |
| Température maximale moyenne (°C)                   | −24,7      | −16,5      | −4        | 6,4        | 15,2       | 24,4      | 26,9      | 23,1      | 13,1      | 1,6       | 13,4     | −24,6      | 5,46       |
| Record de froid (°C) date du record                 | −53,5 1966 | −50,4 1969 | −47 1971  | −31,8 1966 | −10,2 1973 | −3,6 1987 | −0,6 1959 | −2,1 1975 | −9,5 1998 | −32 1974  | −46 1964 | −50,6 1968 | −53,5 1966 |
| Record de chaleur (°C) date du record               | 1,8 1983   | 7,5 1960   | 16,7 2023 | 26,8 2014  | 32,9 1999  | 37,5 2014 | 38,6 1986 | 36,7 1986 | 29 2010   | 20,2 1979 | 9,7 2013 | 2 1990     | 38,6 1986  |
| Ensoleillement (h)                                  | 26         | 85         | 163       | 206        | 232        | 248       | 246       | 190       | 117       | 78        | 42       | 15         | 1 648      |
| Précipitations (mm)                                 | 18,7       | 13,4       | 10,4      | 18,4       | 41,7       | 64,2      | 83,9      | 77,3      | 55,9      | 25,1      | 23,6     | 20,9       | 454,6      |
| Précipitations les plus basses (mm) année du record | 4 1991     | 4 1993     | 2 2010    | 4 1980     | 7 2021     | 1 1985    | 13 2015   | 19 1964   | 16 1959   | 2 1992    | 8 1996   | 7 1990     | 277 1965   |
| Précipitations les plus hautes (mm) année du record | 40 2018    | 30 2007    | 21 2016   | 50 2015    | 115 2009   | 126 1962  | 195 2013  | 218 1979  | 129 1977  | 65 2005   | 46 2001  | 41 1960    | 626 1979   |
| Record de pluie en 24 h (mm) date du record         | 12 2019    | 7 2007     | 9 2016    | 15 2015    | 28 2010    | 40 1990   | 62 2013   | 91 1979   | 50 1979   | 14 1966   | 15 2001  | 7 1979     | 91 1979    |

| Diagramme climatique                                  |              |             |             |           |             |              |              |             |             |               |                |
| J                                                     | F            | M           | A           | M         | J           | J            | A            | S           | O           | N             | D              |
| −24,7−32,518,7                                        | −16,5−2813,4 | −4−18,810,4 | 6,4−6,418,4 | 15,2141,7 | 24,48,564,2 | 26,912,383,9 | 23,110,177,3 | 13,12,955,9 | 1,6−6,125,1 | 13,4−21,323,6 | −24,6−31,620,9 |
| Moyennes : • Temp. maxi et mini °C • Précipitation mm |              |             |             |           |             |              |              |             |             |               |                |

## Histoire

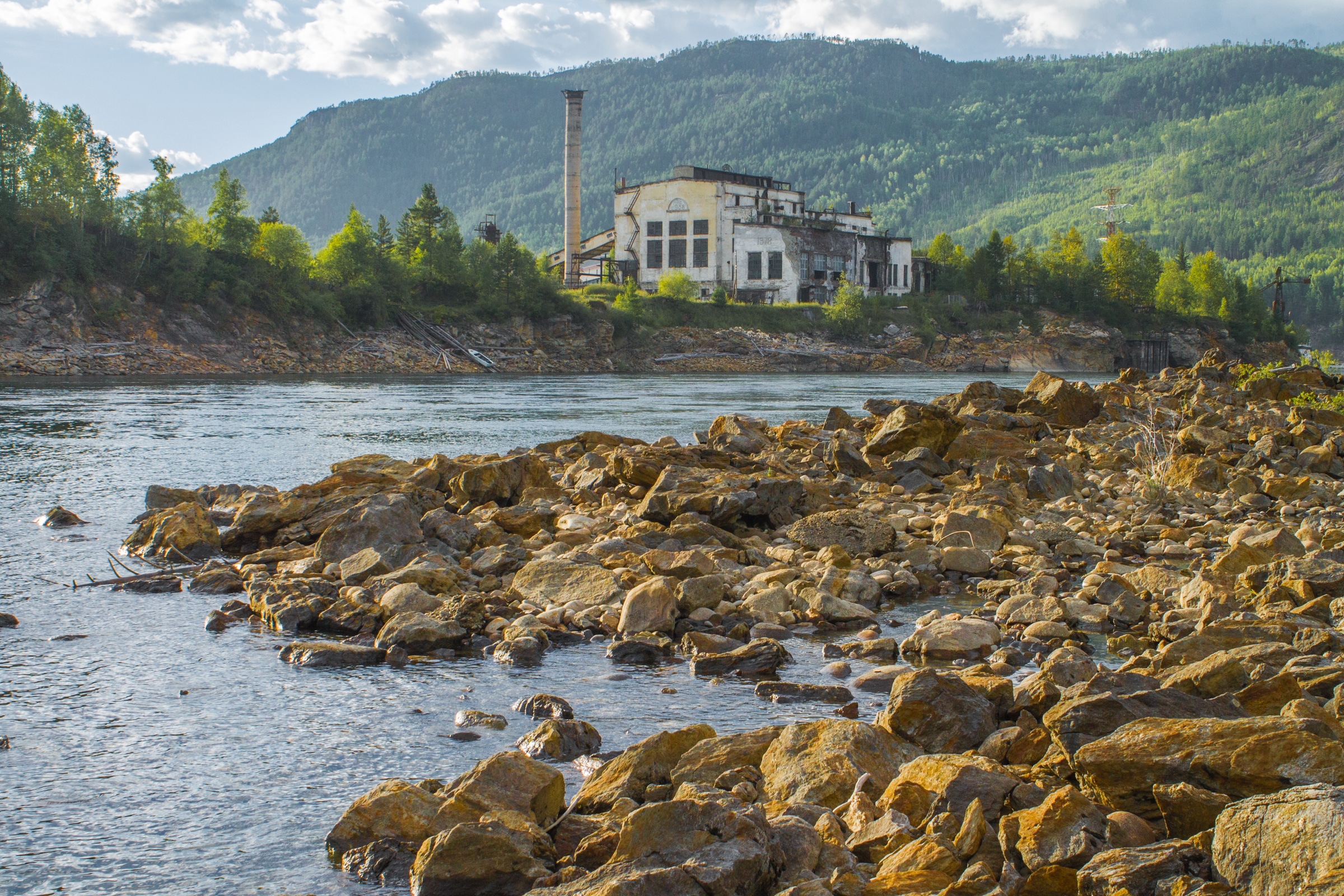
Centrale thermique, aujourd'hui abandonnée.

En 1932, sur les rives de la rivière Mamakan, près de la confluence avec la Vitim, a commencé la construction de la centrale thermique de Mamakan. En parallèle, des bâtiments d'habitations ont été érigés. La centrale devait alimenter les mines d'or de la région, dont celles de Bodaïbo, ville fondée un peu en aval sur la Vitim en 1864. Ce furent les prisonniers du goulag qui construisirent la centrale et les bâtiments.
En 1936, la centrale a été ouverte, d'une capacité de 2 MW. La région fut intégrée à l'oblast d'Irkoutsk en 1937, au sein du raïon de Bodaïbo. En 1940, la capacité a été passée à 5 MW. Pendant la Seconde Guerre mondiale, environ 300 habitants du village (qui n'en était officiellement pas un) sont allés au front.
En 1956, le conseil des ministres de l'URSS décida de construire la centrale hydroélectrique de Mamakan (ru), et ce qui fut classé comme prioritaire. Pour ce faire, en 1960, la localité reçu le statut de commune urbaine, puis en 1961, la première turbine de la centrale fut mise en service, et d'autres le furent dans les années suivantes.
En 2005, Mamakan devint une municipalité, pouvant élire son propre chef et sa propre douma municipale.
Depuis 2020, l'école du village est en travaux pour l'agrandir.
Depuis 2020 aussi, elle possède un drapeau et des armoiries, représentant le barrage et la rivière, ainsi qu'un soleil.

## Administration

Douma depuis septembre 2018

La ville possède le statut de commune urbaine depuis 1960. Elle possède ainsi un chef et une douma municipale, composé de 10 députés. Actuellement, la ville est dirigée par une cheffe nommée Ioulia Viatcheslavovna Belonogova,. 
Sa douma municipale élue la dernière fois le 9 septembre 2018, est renouvelée tous les cinq ans, avec les prochaines élections prévues en septembre 2023. Actuellement, Russie unie possède la majorité avec 7 sièges, contre 3 sièges pour le KPRF. Il y a 1 485 élécteurs dans la commune urbaine, et seulement 20% des députés municipaux sont des hommes. La participation électorale était de seulement 24 % aux dernières élections.

## Démographie
Recensements (*) et estimations de la population,: :
| 1970* | 1979* | 1989* | 2002 * |
| ----- | ----- | ----- | ------ |
| 2 497 | 2 154 | 3 280 | 2 288  |

| 2010* | 2012  | 2013  | 2014  |
| ----- | ----- | ----- | ----- |
| 2 068 | 1 959 | 1 874 | 1 789 |

| 2015  | 2016  | 2017  | 2021* |
| ----- | ----- | ----- | ----- |
| 1 724 | 1 686 | 1 640 | 1 768 |

| 2023  | - | - | - |
| ----- | - | - | - |
| 1 726 | - | - | - |

## Économie, culture et transports

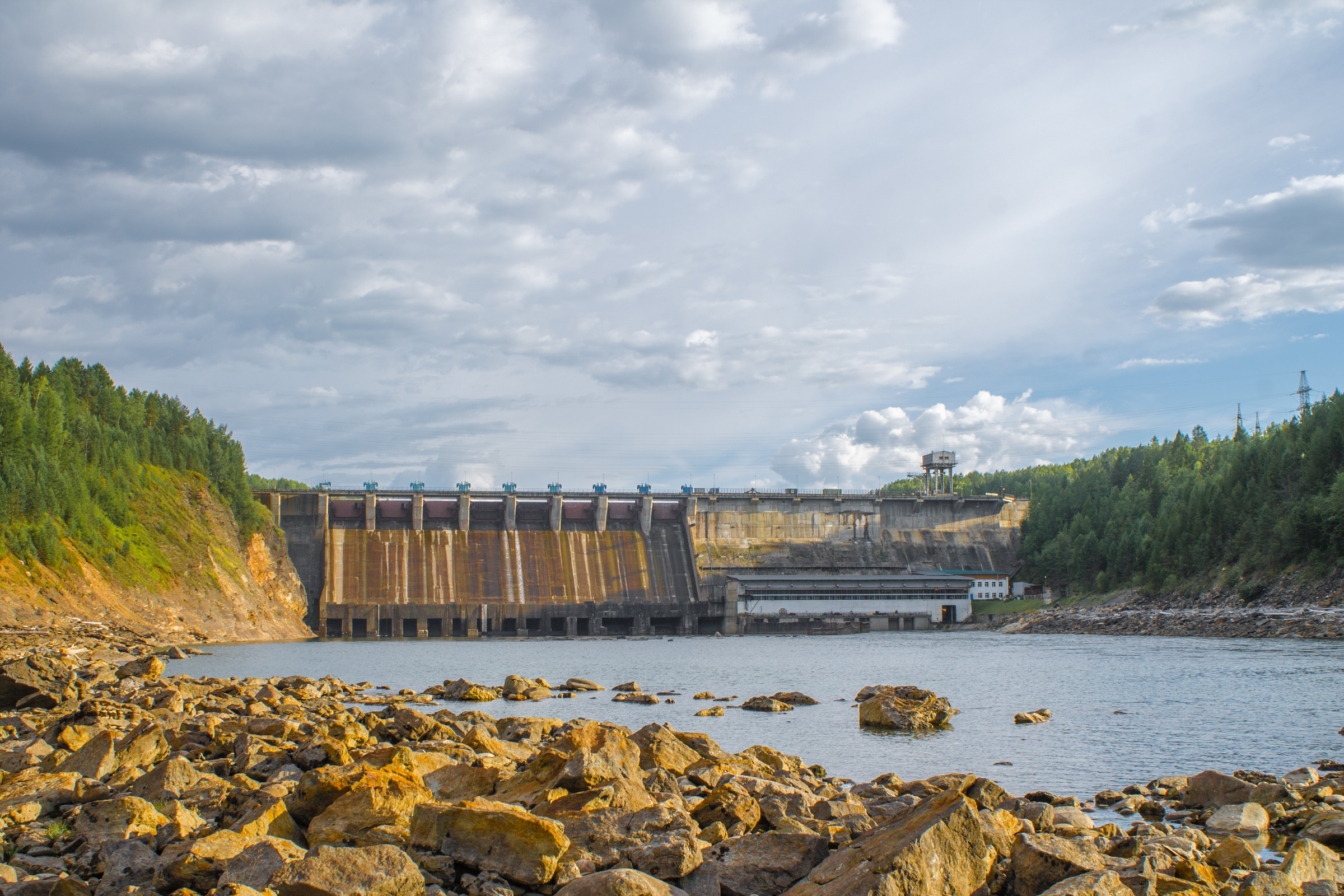
Barrage de Mamakan.

L'économie de Mamakan est dépendante de son barrage, qui fournit en électricité la région. La ville possède des commerces et des services publics, permettant à la ville de subsister dans une région aux conditions hostiles. 
Aujourd'hui, Mamakan possède un lycée, une école de musique, un centre de loisirs et une boulangerie.
Le nombre d'inscrits au chômage au 1er janvier 2009 était de 57 personnes.
Le chiffre d'affaires du commerce de détail était sur l'année 2008 de 7 813,8 millions de roubles, tandis que le chiffre d'affaires de la restauration était de 662,7 millions de roubles. L'indice des prix à la consommation était au 1er janvier 2009 de 102,8.
En termes de transport, la ville est connectée à la route régionale 25K-089, une piste allant de Bodaïbo à Taksimo en Bouriatie. Cette piste est la seule voie de sortie terrestre du raïon de Bodaïbo. À Taksimo se trouve le BAM et deux pistes, l'une allant vers le raïon du Kalar puis Tynda à l'est, et de l'autre une piste allant vers Severomouïsk, Severobaïkalsk et Oust-Kout. Entre Oust-Kout et Severobaïkalsk se trouvent des pistes qui mènent vers le sud de l'oblast d'Irkoutsk et ainsi la capitale régionale.
La traversée de la 25K-089 sur la Vitim juste avant Bodaïbo se fait par ferry l'été, et sur route de glace l'hiver. Il y a d'ailleurs possibilité de rouler directement l'hiver entre Mamakan et Bodaïbo par une route de glace sur la Vitim. Sinon, un aéroport se trouve à Bodaïbo, assurant des connexions régionales.

## Galerie

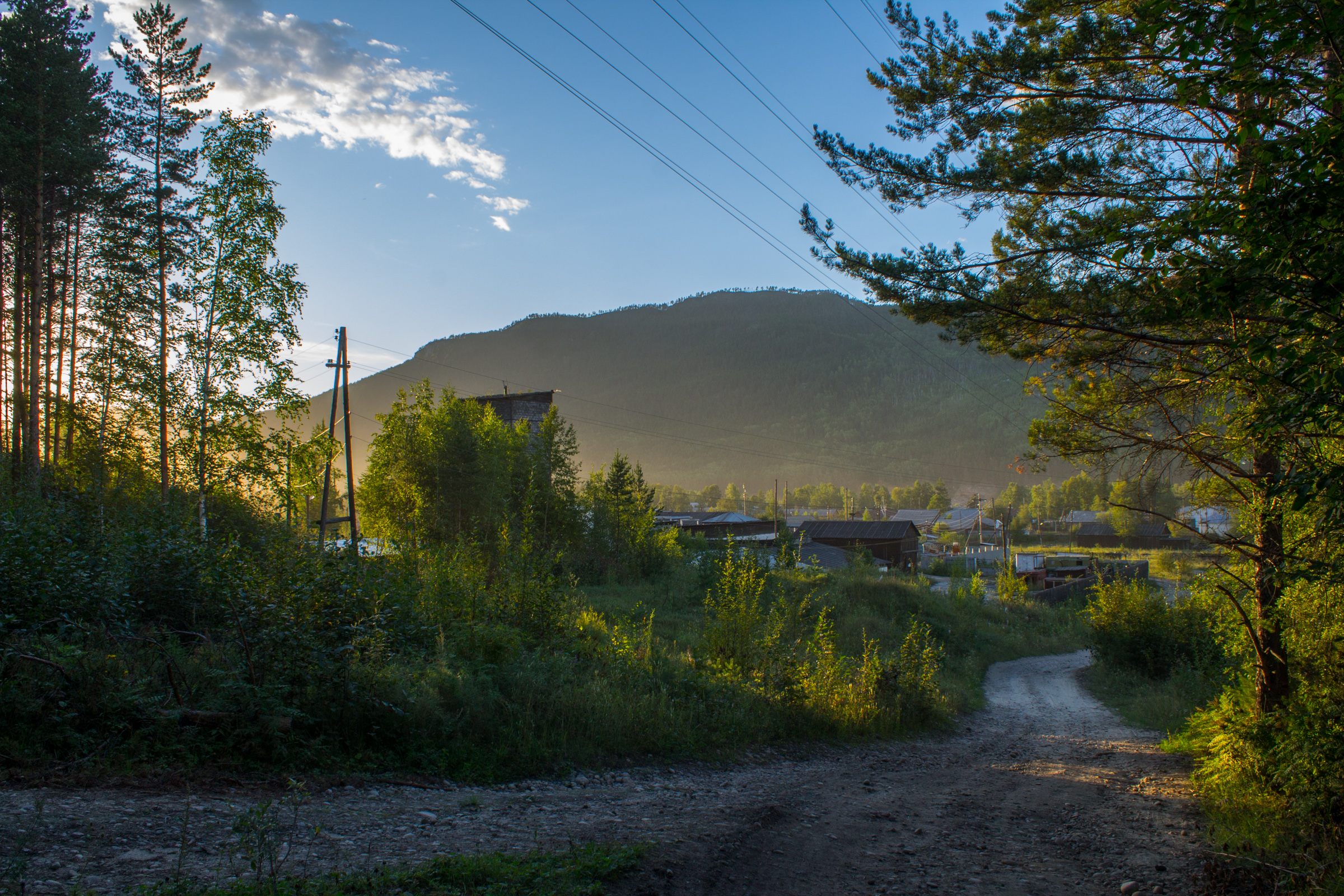
Maisons dans le village.
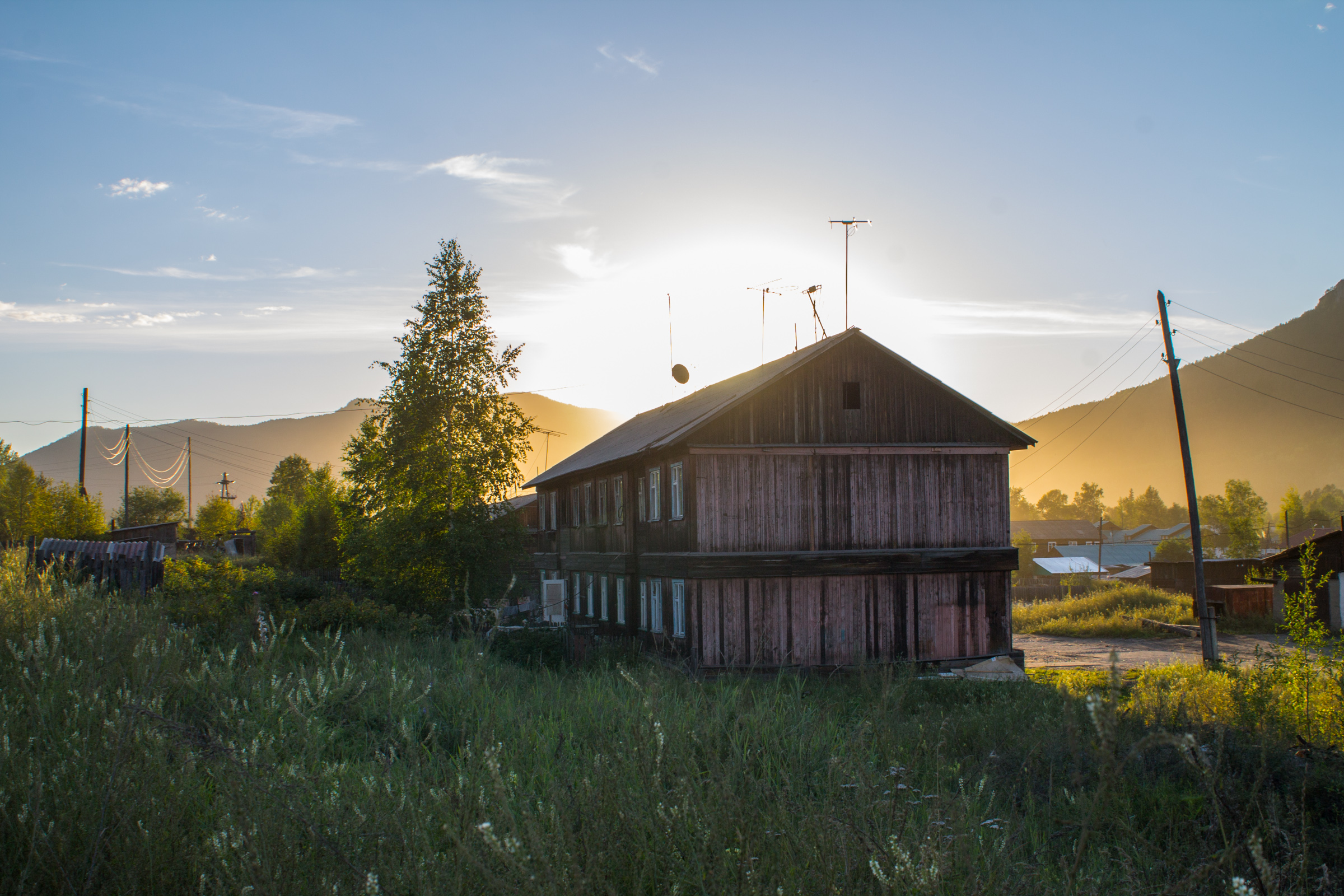
Autre maison.
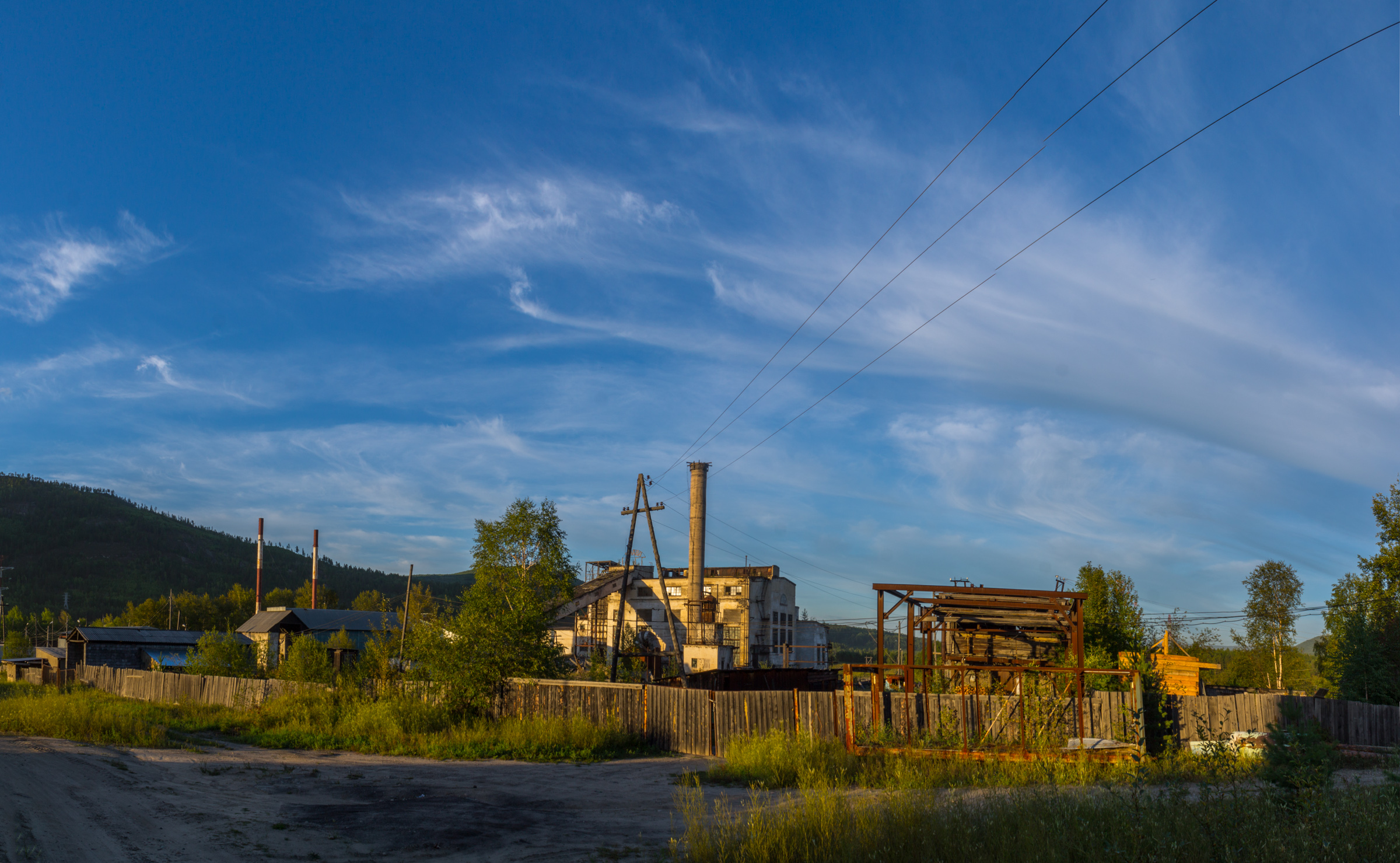
L'ancienne centrale thermique.
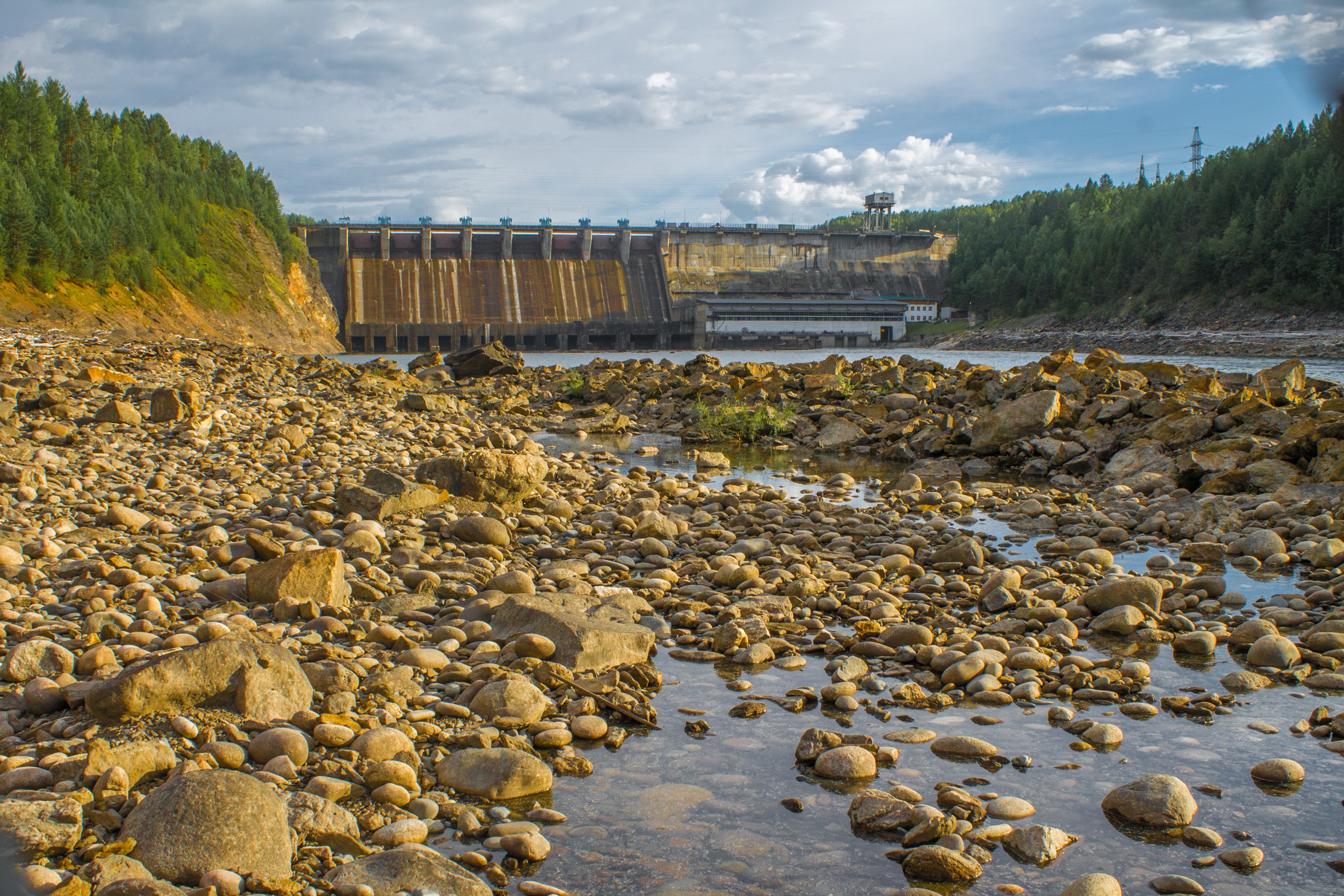
Le barrage.
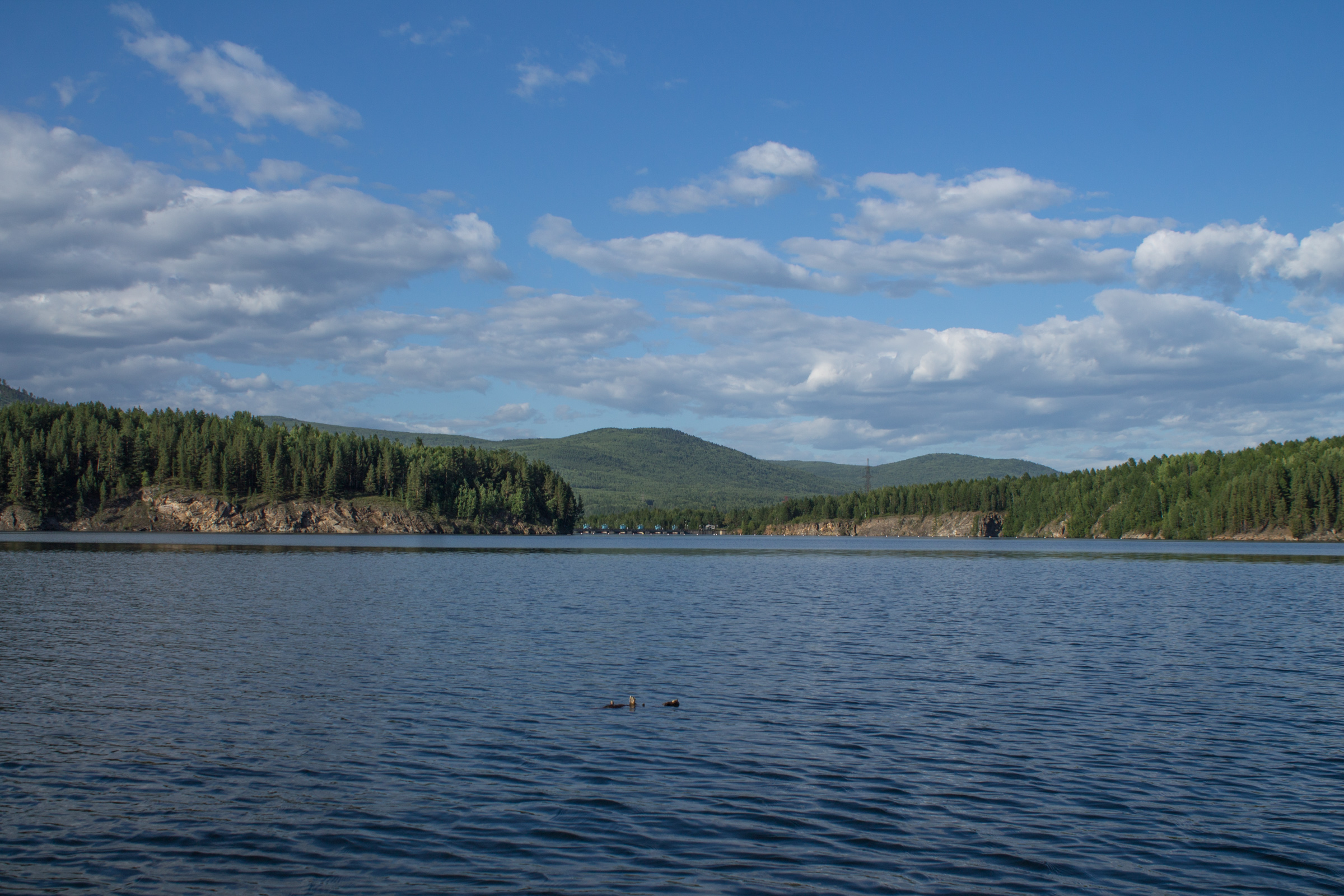
Vue du réservoir.

### Documentation
: document utilisé comme source pour la rédaction de cet article.
- (ru) Commune urbaine de Mamakan, Carte du schéma d'aménagement de la municipalité de Mamakan (lire en ligne).